# Uttersjön (Burseryds socken, Småland)
Uttersjön är en sjö i Gislaveds kommun i Småland och ingår i Nissans huvudavrinningsområde.